# Bolton (Massachusetts)
Bolton es un pueblo ubicado en el condado de Worcester en el estado estadounidense de Massachusetts. En el Censo de 2010 tenía una población de 4.897 habitantes y una densidad poblacional de 94,13 personas por km².

## Geografía
Bolton se encuentra ubicado en las coordenadas 42°26′24″N 71°36′7″O / 42.44000, -71.60194. Según la Oficina del Censo de los Estados Unidos, Bolton tiene una superficie total de 52.03 km², de la cual 51.68 km² corresponden a tierra firme y (0.67%) 0.35 km² es agua.

## Demografía
Según el censo de 2010, había 4.897 personas residiendo en Bolton. La densidad de población era de 94,13 hab./km². De los 4.897 habitantes, Bolton estaba compuesto por el 94.94% blancos, el 0.47% eran afroamericanos, el 0.14% eran amerindios, el 2.65% eran asiáticos, el 0.02% eran isleños del Pacífico, el 0.16% eran de otras razas y el 1.61% pertenecían a dos o más razas. Del total de la población el 1.78% eran hispanos o latinos de cualquier raza.